# 高田慎一郎
高田 慎一郎（たかだ しんいちろう、1月5日 - ）は、日本の漫画家・イラストレーター。福岡県北九州市出身。代々木アニメーション学院マンガ・イラストコース卒業。男性。
作品に『神さまのつくりかた。』や『ククルカン 史上最大の作戦』『少女政府 ベルガモット・ドミニオンズ』『放課後アサルト×ガールズ』など。2022年1月29日からウェブコミック誌『がうがうモンスター』（双葉社）で『追放されたので、暗殺一家直伝の影魔法で王女の護衛はじめました！ 〜でも、暗殺者なのに人は殺したくありません〜』を連載中。

## 経歴
1994年に開催されたエニックス主催の第7回ビッグルーキー大賞にて、「ROUGH STONE」で佳作・ビッグステップ賞を受賞しデビュー。その後は主にエニックス（スクウェア・エニックス）の雑誌で執筆することとなるが、特に『月刊Gファンタジー』（スクウェア・エニックス）誌上ではデビュー翌年の1995年より連載を開始した『神さまのつくりかた。』以降約12年に渡り漫画作品を発表していた。近年は漫画雑誌ではなく、ウェブコミック誌にて作品を発表する機会が多い。作風としては、少女を主人公としたファンタジー漫画を多く執筆している。
商業活動の傍ら同人活動も行なっており、シューティングゲーム制作サークル『風鈴屋』にてシナリオやキャラクターデザインなどを担当。この『風鈴屋』では、高田の商業連載漫画である『ACLLA 〜太陽の巫女と空の神兵〜』を元とした同名ゲームやサウンドトラックなどをコミックマーケットにて頒布している。この他、クロスオーバー企画『ヒーロークロスライン』に執筆していた関係で、同企画参加作家による合同誌にも寄稿している。

## 作品一覧

### 連載
- 神さまのつくりかた。（『月刊Gファンタジー』1995年10月号 - 2002年9月号） - 初連載作
- 天然濃縮!!オレンジ戦機（『月刊少年エース』1998年10月号 - 12月号）
- シリウスの痕（『月刊少年エース』1999年7月号 - 2001年12月号）
- E.T.O.（『月刊Gファンタジー』2002年12月号 - 2004年8月号） - 企画協力：回天党
- ククルカン 史上最大の作戦（『月刊Gファンタジー』2004年11月号 - 2007年9月号）
- 青の橘花（『ヒーロークロスライン』2008年4月9日 - 2009年2月18日）
- ACLLA 〜太陽の巫女と空の神兵〜（『コミックYA!』2009年3月12日 - 2011年10月）
- ヴァルハラで会おう!（『COMIC LIVE! DRIVE』No.1（2012年5月発売） - No.7（2012年11月発売）） - 未単行本化[注 2]
- 少女政府 ベルガモット・ドミニオンズ（『COMIC メテオ』2012年11月28日 - 2014年8月6日）
- 放課後アサルト×ガールズ（『COMIC メテオ』2015年12月22日 - 2019年8月7日）
- 二の打ち要らずの神滅聖女 〜五千年後に目覚めた聖女は、最強の続きをすることにした〜（『がうがうモンスター』2020年1月31日 -  2021年9月18日） - 原作：藤孝剛志、キャラクター原案：霜月えいと
- 追放されたので、暗殺一家直伝の影魔法で王女の護衛はじめました！ 〜でも、暗殺者なのに人は殺したくありません〜（『がうがうモンスター』2022年1月29日 - 2023年11月11日） - 原作：煙雨、キャラクター原案：福きつね
- 終末の魔女と人形（『コミックボーダー』2023年9月22日[5] - ）

### 読み切り
- ROUGH STONE（『月刊少年ガンガン』1994年3月号）[注 3] - デビュー作。
- 九霄（『フレッシュガンガン』1994年春季号）[注 3]
- 天下無敵身勝手女神!（『フレッシュガンガン』1994年秋季号）[注 3]
- 姫と影（『フレッシュガンガン』1995年冬季号）[注 3]
- トレーズ（『月刊Gファンタジー』1995年4月号） - 単行本未収録。
- 天然濃縮!!オレンジ戦機（『エースダッシュ』Vol.01（1997年10月発売）） - 『天然濃縮!!オレンジ戦機』に収録。
- ぷちらんち山手零番館（『エース桃組』Vol.2（2001年2月発売）） - 原作：金谷ゆうき。『天然濃縮!!オレンジ戦機』に収録。
- 猿 -ましら-（『月刊Gファンタジー』2001年6月号） - 『E.T.O.』第4巻に収録。
- E.T.O.（『月刊Gファンタジー』2002年6月号） - 『E.T.O.』第4巻に収録。

### 書籍
各巻の詳細は該当項目を参照。
- 『神さまのつくりかた。』、エニックス 〈Gファンタジーコミックス〉 1996年 - 2002年、全14巻 - 第1巻が初単行本。
- 『ROUGH STONE 高田慎一郎短編集』、エニックス 〈Gファンタジーコミックス〉 1999年、短編集
- 『シリウスの痕』、角川書店 〈角川コミックス・エース〉 2000年 - 2002年、全4巻
- 『天然濃縮!!オレンジ戦機』、角川書店 〈角川コミックス・エース〉 2001年、全1巻
- 『E.T.O.』、スクウェア・エニックス 〈Gファンタジーコミックス〉 2003年 - 2004年、全4巻
- 『ククルカン 史上最大の作戦』、スクウェア・エニックス 〈Gファンタジーコミックス〉 2005年 - 2007年、全7巻
- 『青の橘花』、講談社 〈マガジンZKC ヒーロークロスラインシリーズ〉 2008年 - 2009年、全2巻
- 『ACLLA 〜太陽の巫女と空の神兵〜』、Bbmfマガジン 〈YA!COMICS〉 2009年 - 2011年、全5巻
  1. 2009年11月24日初版発行（11月16日発売）、ISBN 978-4-76-633478-4
  2. 2010年7月17日初版発行（7月16日発売）、ISBN 978-4-76-633513-2
  3. 2011年2月19日初版発行（2月16日発売）、ISBN 978-4-76-633532-3
  4. 2011年6月20日初版発行（6月16日発売）、ISBN 978-4-76-633542-2
  5. 2011年12月19日初版発行（12月16日発売）、ISBN 978-4-76-633562-0
- 『少女政府 ベルガモット・ドミニオンズ』、発行：フレックスコミックス / 発売：ほるぷ出版 〈メテオCOMICS〉 2013年 - 2014年、全4巻
- 『放課後アサルト×ガールズ』、発行：フレックスコミックス / 発売：ほるぷ出版 〈メテオCOMICS〉 2016年 - 2019年、全8巻
- 『二の打ち要らずの神滅聖女 〜五千年後に目覚めた聖女は、最強の続きをすることにした〜』、双葉社〈モンスターコミックス〉、2020年 - 2021年、全3巻
  1. 2020年6月30日発売、ISBN 978-4-57-541130-0
  2. 2020年12月28日発売、ISBN 978-4-57-541191-1
  3. 2021年6月30日発売、ISBN 978-4-57-541261-1
- 『追放されたので、暗殺一家直伝の影魔法で王女の護衛はじめました！ 〜でも、暗殺者なのに人は殺したくありません〜』双葉社〈モンスターコミックス〉、2022年 - 2023年、全4巻
  1. 2022年5月13日発売、ISBN 978-4-57-541419-6
  2. 2022年11年15日発売、ISBN 978-4-57-541528-5
  3. 2023年5年15日発売、ISBN 978-4-57-541646-6
  4. 2023年11月15日発売、ISBN 978-4-57-541767-8
- 『終末の魔女と人形』、リイド社〈ボーダーコミックス〉2024年 - 、既刊3巻（2025年3月21日現在）
  1. 2024年3月21日発売[6][7]、ISBN 978-4-8458-6615-1
  2. 2024年9月20日発売[8]、ISBN 978-4-8458-6768-4
  3. 2025年3月21日発売[9]、ISBN 978-4-8458-6784-4

### 小説挿絵
- 黒崎視音『六機の特殊II 蒼白の仮面』[注 4]、徳間書店 2011年11月30日初刷（同日発売）、単巻 ISBN 978-4-19-863284-7

### 主な非商業漫画
- 青の橘花 第十二話 親しき仲にもレイズあり[注 5]（『ヒーロークロスライン アフターミッション』01） - 単行本未収録。

### その他
- トレーディングカードゲーム「ガンガンヴァーサス」（エニックス） - イラスト各種

など。

## 関連人物
- 矢幡和俊 - 漫画家。矢幡に連れられて当時会ってみたかった元航空自衛隊のパイロットに会いに行く[10]。

- 金田一蓮十郎 - 漫画家。「E.T.O.」第3話にて原稿を手伝っており、キャラクターを1人描き下ろしている[11]。